# Pseudaleucis misera
Pseudaleucis misera är en fjärilsart som beskrevs av Butler 1882. Pseudaleucis misera ingår i släktet Pseudaleucis och familjen mätare. Inga underarter finns listade i Catalogue of Life.